# Omloop van het Waasland 2003
De 39e editie van de Omloop van het Waasland vond plaats op 16 maart 2003. De start en finish vonden plaats in Kemzeke. De winnaar was Geert Omloop, gevolgd door Andy Cappelle en Jehudi Schoonacker.

## Uitslag
| Omloop van het Waasland 2003 |                     |                           |          |
| Plaats                       | Naam                | Ploeg                     | Tijd     |
| Winnaar                      | Geert Omloop        | Palmans-Collstrop         | 4u20'00" |
| 2                            | Andy Cappelle       | Marlux-Wincor-Nixdorf     | z.t.     |
| 3                            | Jehudi Schoonacker  | Vlaanderen - T Interim    | z.t.     |
| 4                            | Franck Pencolé      | MBK-Oktos                 | + 10"    |
| 5                            | Andy De Smet        | Palmans-Collstrop         | + 20"    |
| 6                            | Marco Bos           | Löwik-Tegeltoko           | z.t.     |
| 7                            | Steven Caethoven    | Belofte                   | z.t.     |
| 8                            | James Vanlandschoot | Vlaanderen - T Interim    | z.t.     |
| 9                            | Thomas Dekker       | Rabobank Continental Team | z.t.     |
| 10                           | Kristof Trouvé      | Palmans - Collstrop       | z.t.     |

1965 · 1966 · 1967 · 1968 · 1969 · 1970 · 1971 · 1972 · 1973 · 1974 · 1975 · 1976 · 1977 · 1978 · 1979 · 1980 · 1981 · 1982 · 1983 · 1984 · 1985 · 1986 · 1987 · 1988 · 1989 · 1990 · 1991 · 1992 · 1993 · 1994 · 1995 · 1996 · 1997 · 1998 · 1999 · 2000 · 2001 · 2002 · 2003 · 2004 · 2005 · 2006 · 2007 · 2008 · 2009 · 2010 · 2011 · 2012 · 2013 · 2014 · 2015 · 2016 · 2017 · 2018 · 2019 · 2020 · 2021 · 2022 · 2023 · 2024